# Coll de Jau

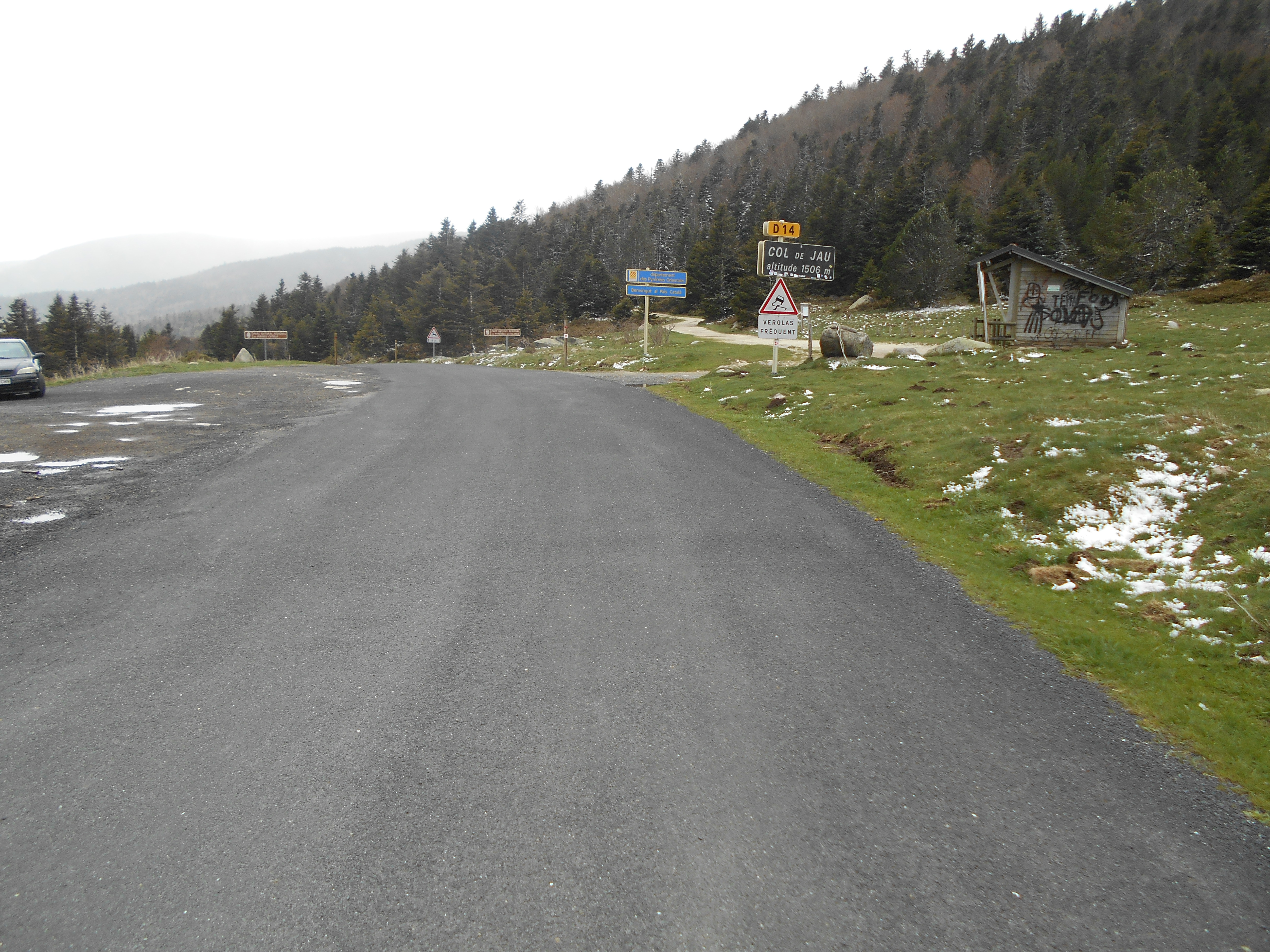
Coll de Jau, costat occità

El Coll de Jau és una collada situada a 1.504,5 metres d'altitud en el lloc on es troben els termes comunals de Mosset i de Conòsol, el primer de la comarca del Conflent, a la Catalunya del Nord, i el segon al País de Sault, del Llenguadoc - País de Foix, a Occitània. És un dels límits septentrionals dels Països Catalans.
És un coll de muntanya situat a l'extrem nord-oest del terme de Mosset i al sud-est del de Conòsol. És al sud del Dormidor i al nord-est del Pic del Bernat Salvatge, bastant allunyat de tots dos.
En el coll hi havia hagut l'estació d'esquí de Coll de Jau. Aquest coll és ruta freqüent en les activitats excursionistes o ciclistes tant de la comarca del Conflent com de la Fenolleda.